# JAY B
JAY B（ジェイビー、1994年1月6日（31歳）  - ）は、韓国のボーイズグループ・GOT7のリーダー。本名はイム・ジェボム（朝: 임재범、漢：林在範、英: Lim Jaebeom）。「Defsoul」という名前でGOT7の楽曲の作曲活動も行い、「Def.」という名前で自身が属する音楽クルー「ØFFSHORE」の音楽活動も行う。2021年、元事務所JYPエンターテインメントとの契約終了後に音楽レーベル「H1GHR MUSIC（ハイヤー・ミュージック）」に所属し、芸名を「JB」から「JAY B」に改名した。

## プロフィール
1994年1月6日生まれ。
韓国京畿道高陽市出身。一人っ子。
A型。身長179cm。体重70kg。
建国大学校演劇科卒業。
GOT7のリーダーであり、メインボーカルとリードダンサーを担当している。
芸名のJBは本名のジェボムからきている。
2021年5月11日、芸名を「JB」から「JAY B」に改名した。

## 来歴
ブレイクダンスが得意であったためB-BOYを目指していたが、出場したブレイクダンスの大会で事務所の関係者にスカウトされる。
2009年にJYPエンターテインメントの第5期公開オーディションに参加し1万人以上の参加者の中から見事1位を獲得し、練習生になる。この時に現在のメンバーであるジニョンと出会い、同じチームで1位を獲得している。
もともとダンス歌手を目指していなかった為、歌のレッスンは事務所に入ってから受ける。
2012年1月韓国KBS 2TVのドラマ「ドリームハイ2」に現在のGOT7のメンバーであるジニョンと共に出演。歌手の練習生がドラマの主演でデビューする事は極めて異例であった。
2012年5月24日 現在のGOT7のメンバーであるジニョンと共に「JJ Project」としてデビューする。デビュー曲はBounce。
2013年　韓国MBCのドラマ「男が愛する時」に出演。
2014年1月に韓国でGOT7のメンバーとしてデビュー。同年10月には日本デビューを果たす。
2019年3月5日ミニアルバム「FOCUS」で同じくGOT7のメンバーであるユギョムとJus2としてユニットデビュー。
2021年1月19日付で9年所属したJYPを退所した。
2021年5月11日インターナショナル・レーベル『H1GHR MUSIC』と契約を締結した。
2021年5月14日、H1GHR MUSIC合流後、初のシングル「SWITCH IT UP」を発表した。

## 作品
グループでの楽曲・活動・出演はGOT7を参照。

### ユニット作品
JJ Projectとしての作品
- 2012年 　"Bounce"  シングル
- 2017年 　"Verse 2" アルバム

JUS2としての作品
- 2019年 "FOCUS" ミニアルバム
- 2019年 "TAKE" tvnドラマ「彼はサイコメトラー」OST

ØFFSHOREとしての作品
- 2019年 "Scene No.1" アルバム
- 2020年 "Scene #2" アルバム
- 2020年 "Cut #1" シングル
- 2021年 "Scene #3" アルバム

### ミックステープ
SoundCould
- 1 /π vol。1（2016年）
- 1 /π vol。2（2018年）
- 1 /π vol。2 - リミックス（2018年）
- 1 /π vol。3（2018年）
- 1 /π vol。4（2019年）
- 1 /π vol。5（2019年）

### OST
- 2012年 "Together"（with ジヨン）「ドリームハイ2」収録
- 2012年 "New Dreaming"（with パク・ソジュン）「ドリームハイ2」収録
- 2015年 - "Forever Love" JYPピクチャーズ ウェブドラマ「ドリームナイト」 OST [11]
- 2017年 - "U＆I"（JB（GOT7）、ジャクソン（GOT7） JTBC 韓国ドラマ「恋するパッケージツアー」OST[12]
- 2019年 - "Be with you” LICO 「연애하루전 (A day before us)」OST

### コラボレーション
- 2016 - "그냥 한번(ただ一度)" (韓国女性歌手ペク・アヨンと。)[13]
- 2017 - "HUSH" (Primaryのアルバム「POP」収録)[14]
- 2018 - "HIGHER(Feat.JB)" (Deepshowerのアルバム「COLORS」収録)
- 2020 - "Callin’(Feat.Def.)" (jeebanoffのアルバム「GOOD THING.[Remix]」収録)[15]
- 2020 - "꿈(Feat.Def.)" (Wavycake & Ovusのアルバム「REALusion」収録)
- 2020 - "12월엔(sad night)(Feat.Def.)" ($UNのアルバム「하얀색(White)」収録)